# ایگنار فیوک
ایگنار فیوک (استونیایی: Ignar Fjuk؛ زادهٔ ۱۲ مارس ۱۹۵۳) روزنامه‌نگار، سیاستمدار و نماینده سابق اهل استونی است.